# 星の王子さま
『星の王子さま』（ほしのおうじさま、フランス語原題：Le Petit Prince、英語: The Little Prince）は、フランス人の飛行士・小説家であるアントワーヌ・ド・サン＝テグジュペリの小説である。彼の代表作であり、1943年4月6日にアメリカで出版された。
2022年現在、初版以来、200以上の国と地域の言葉に翻訳されている。
後述の通り「Le Petit Prince」は「小さい王子」や「小さい大公」と訳され、「星の王子さま」は意訳の一つであるが日本語の題名として広く使われている。本項では「Le Petit Prince」を示す。

## 概要
「大切なものは、目に見えない (Le plus important est invisible)」を初めとした本作の言葉は、生命・愛とは何かといった、人生の重要な問題に答える指針として広く知られている。この作品の元になったと思われる、1935年のリビア砂漠での飛行機墜落事故の体験は、サン＝テグジュペリによる随筆集『人間の土地』で語られている。
レイナル・ヒッチコック社（en:Reynal & Hitchcock 現存しない）による1943年の初版以来、作者自身による挿絵が使われ、素朴な主人公や脇役の姿は作品とともに愛されている。
物語の前置きでは、この本を、フランスに住んでいて困難に陥っているあるおとなの人に捧げると述べられている。この献辞にある「おとなの人」「子どもだったころのレオン・ヴェルト」とは、作者の友人のジャーナリスト、レオン・ヴェルトを指している。当時は第二次世界大戦中で、ヴェルトは平和主義者で、ナチス・ドイツの弾圧対象となっていたユダヤ人であった。
複数の映画化作品、アニメ化作品がある（詳細は「#翻案作品」を参照）。映画監督のオーソン・ウェルズも実写とアニメーションの融合による映画化を考えていたことがあり、アニメーション部分はディズニー・プロに依頼していたようであるが、実現はしなかった。
慶應義塾大学の片木智年（当時助教授）の2006年の時点での解説によると、日本における「星の王子さまブーム」は（2006年までに）3回あったという。研究者らによる謎解き本が多数出版された1980年代が1回目のブームであり、2回目はサン＝テグジュペリ生誕100周年の2000年前後、3回目は翻訳出版権が消失した2005年1月以降、十数社から新訳が出版された2006年前後である。

## あらすじ

王子とサンテックス

### 王子との出会い
操縦士の「ぼく」は、サハラ砂漠に不時着する。1週間分の水しかなく、周囲1000マイル以内に誰もいないであろう孤独で不安な夜を過ごした「ぼく」は、翌日、1人の少年と出会う。話すうちに、少年がある小惑星からやってきた王子であることを「ぼく」は知る。
王子の星は家ほどの大きさで、そこには3つの火山と、根を張って星を割いてしまうほど巨大になるバオバブの芽と、よその星からやってきた種から咲いた1輪のバラの花があった。王子はバラの花を美しいと思い、大切に世話していた。しかし、ある日バラの花とけんかしたことをきっかけに、他の星の世界を見に行くために旅に出る。

### 他の星の世界への旅
王子は他の小惑星をいくつか訪れるが、そこで出会うのは、
1. 自分の体面を保つことに汲々とする王
2. 賞賛の言葉しか耳に入らない自惚れ屋
3. 酒を飲むことを恥じ、それを忘れるために酒を飲む呑み助
4. 夜空の星の所有権を主張し、その数の勘定に日々を費やす実業家（絵本、新訳の一部では「ビジネスマン」）
5. 1分に1回自転するため、1分ごとにガス灯の点火や消火を行なっている点燈夫（フランス語版）
6. 自分の机を離れたこともないという地理学者

といった、どこかへんてこな大人ばかりだった。6番目の星にいた地理学者の勧めを受けて、王子は7番目の星、地球へと向かう（数字は「○番目の星」として登場する順番）。

### 地球の旅

#### 仲良くなるとは「特別なもの」と考えること
地球の砂漠に降り立った王子は、まずヘビに出会う。その後、王子は高い火山と数千本のバラの群生に出会う。自分の星を愛し、自分の小惑星の火山とバラの花を愛おしく、特別に思っていた王子は、自分の星のものよりずっと高い山、自分の星のバラよりずっとたくさんのバラを見つけて、自分の愛した小惑星、火山、バラはありふれた、つまらないものであったのかと思い、泣く。
泣いている王子のところに、キツネが現れる。悲しさを紛らわせるために遊んで欲しいと頼む王子に、仲良くならないと遊べない、とキツネは言う。キツネによれば、「仲良くなる」とは、あるものを他の同じようなものとは違う「特別なもの」だと考えることだという。

#### 大切にしたものほど、より愛おしい
さらにキツネは、あるものに対して他よりもずっと時間をかけ、何かを見るにつけ「それをよすがに思い出すようになること」だという。これを聞いた王子は、「いくらほかにたくさんのバラがあろうとも、自分が美しいと思い「精一杯の世話をしたバラ」はやはり愛おしく、自分にとって一番のバラなのだ」と悟る。
キツネと別れるときになり、王子は自分がキツネと「仲良く」なっていたことに気付く。別れの悲しさを前に「相手を悲しくさせるのなら、仲良くなんかならなければ良かった」と思う王子に、「黄色く色づく麦畑を見て、王子の美しい金髪を思い出せるなら、仲良くなったことは決して無駄なこと、悪いことではなかった」とキツネは答える。別れ際、王子は「大切なものは、目に見えない」という「秘密」をキツネから教えられる。

#### 飛行機の修理
日々飛行機を修理しようと悪戦苦闘するかたわら、こんな話を王子から聞いていた「ぼく」は、ついに蓄えの水が底をつき、途方に暮れる。「井戸を探しに行こう」という王子に、砂漠の中で見つかるわけはないと思いながらついて行った「ぼく」は、本当に井戸を発見する。
王子と一緒に水を飲みながら、「ぼく」は王子から、明日で王子が地球に来て1年になると教えられる。王子はその場に残り、「ぼく」は飛行機の修理をするために戻っていった。
翌日、奇跡的に飛行機が直り、「ぼく」は王子に知らせに行く。すると、王子はヘビと話をしていた。王子が砂漠にやってきたのは、1年前と星の配置が全く同じ時に、ヘビに噛まれることで、身体を置いて自分の小惑星に帰るためだったのだ。

#### 夜空を見上げれば、王子が微笑んでいる
別れを悲しむ「ぼく」に、「自分は自分の星に帰るのだから、きみは夜空を見上げて、その星のどれかの上で、自分が笑っていると想像すれば良い。そうすれば、君は星全部が笑っているように見えるはずだから。」と語る。王子はヘビに噛まれて砂漠に倒れ、自分の小惑星へと帰っていった。
翌日、王子の身体は跡形もなくなっていた。王子が自分の星に帰れたのだと「ぼく」は考え、夜空を見上げる。王子が笑っているのだろうと考えるときには、夜空は笑顔で満ちているように見えるのだが、万一王子が悲しんでいたらと考えると、そのうちのひとつに王子がいるであろういくつもの星々がみな、涙でいっぱいになっているかのように、「ぼく」には見えるのであった。

## 主な登場人物
王子
主人公。小さな星で花とともに暮らしていたが、花との仲違いから、さまざまな星を巡る旅に出た子供。地球で「ぼく」（パイロット）と出会い、自分の物語を「ぼく」に語る。
「ぼく」（パイロット）
子供の頃は絵を描くことが好きだったが、大人達に否定的にあしらわれたため絵を描くことをやめ、成長後はパイロットになった。飛行機の故障により砂漠に着陸し、そこで王子と出会い、友達になる。本作は「ぼく」の視点で描かれている。
王
自分の星で一人で暮らし、すべてを支配していると思っている。
自惚れ屋
王子が訪れた星で出会った、自分に酔いしれる人物。
呑み助
恥を忘れるために常に酒を飲んでいる。
実業家
常に計算に追われ、その仕事を非常に重要視している。
点燈夫
星のランプを昼夜に合わせて点けたり消したりする。
地理学者
探検家が集めた情報を、机に座ったまま記録する。
鉄道のポイント係
列車を左右に誘導する役割を持つ。
商人
人々が時間を節約できるように、水分補給用の錠剤を売っている。

## 献辞について
献辞にレオン・ヴェルトと呼ばれる人物が登場する。作者にとってこの人物は
1. この世で一番の親友であり、
2. おとなだけど、なんでもわかる人で、また、
3. 今フランスにいて、お腹を空かせ、寒い思いをしているのでなんとかなぐさめてあげたい、

と作者自身語っている。
このレオン・ヴェルトは実在の人物である。ヴェルトはサン＝テグジュベリよりも22歳年上で、1931年ごろ知り合い、互いに無二の親友となった。ジャーナリスト、作家、批評家といった仕事をし、第一次世界大戦の経験から、熱烈な平和主義者だったが、ユダヤ人であったため、ナチスによる弾圧を避け、フランス東部のジュラ県サンタムール（fr:Saint-Amour (Jura)） にあった別荘に隠れ住んでいた。

## 原画の存在
この本の初版にはサン＝テグジュペリ自身の筆になる挿絵が大小47点描かれている。原画は失われたと長らく信じられてきたが、2006年4月に「原画発見」の報が走った。「積み重なるゾウ」の「原画」を、パリのある古書店が売りに出したのである。
その古書店に「原画」を売ったのが、コンスエロ（fr:Consuelo de Saint-Exupéry。サン＝テグジュペリ未亡人。）の遺産相続人であるホセ・マルチネス・フルクトゥオーソであることが判明した。週刊誌『L'Express レクスプレス』の取材インタビューに対してフルクトゥオーソは、コンスエロの遺品の中に“Le Petit Prince”挿絵原画が存在することを認め、「狩人」と「砂漠の花」（1994年に今回と同じ古書店主がニューヨークで購入）および今回の「積み重なるゾウ」の計3点を売却したことを明らかにした。
フルクトゥオーソは、2006年にフランスのカンで開かれたコンスエロ遺品展に、「渡り鳥にぶら下がって旅立つプリンス」と「ヘビと話する塀の上のプリンス」の2点を出品した。以上5点が、フルクトゥオーソが認めた「Le Petit Prince 挿絵原画」であって、残りは未公開である。
サン＝テグジュペリ自筆と目される水彩画が日本で見つかった。1994年に開かれた東京の古書市で、山梨県北杜市高根町の美術館、えほんミュージアム清里代表である渋谷稔がアメリカ合衆国にある希少本専門書店から入手していたもので、Le Petit Prince 挿絵にある「ビジネスマン」に酷似している（細部では、重要な違いも含めて、異なる点が複数ある）。2007年4月に「6点目の挿絵原画」発見と報道され、国内5都市を巡回開催された「サン＝テグジュペリの星の王子さま展」に出品展示された。サイズはおおよそA4判のオニオンスキンペーパー（onionskin） で、それを納めた厚紙製の枠にはサン＝テグジュペリのサインがあり、編集者による指示書き（初版本の掲載ページ番号）が絵の裏側に書かれているとされる。「1994年」「ニューヨークの古書店から購入」が前記2原画との共通項として支持材料にはなるものの、指示書きの筆跡鑑定その他の検証はまだなされておらず、裏側への記入は他の3点と異なる、等の問題をはらんでいる。47点すべてがコンスエロ遺品中に存在したのであれば、「3点を売却した」というフルクトゥオーソの言明と突き合わせると、「挿絵原画」であるか否かについては留保すべき点があり、「6点目の原画」であることが確認鑑定されたわけではない。この他にも、挿絵「バラを見つめるプリンス」に酷似した絵がニューヨークの古書店から売りに出されていることもあり、多数描いた習作のひとつであるか、本物の「挿絵原画」であるかは、軽々に論じられない事情がある。

## 解釈、解説
通説
（日本での）通説は、主として翻訳を行った内藤濯の解釈に基づくものであり、長らく支配的な説であった。しかし後述の異説が提示され、立場は揺らいでいる。
作品の冒頭「おとなは、だれも、はじめは子どもだった。（しかし、そのことを忘れずにいるおとなは、いくらもいない。）」とあるように、この作品は、子供の心を忘れてしまった大人に向けたものである。王子が訪れた小惑星で出会うのは、いずれも愚かさを風刺化された大人たちであるし、子供の心を持ち続けようとする「ぼく」も、飛行機の修理に夢中になるあまりに、王子の話をぞんざいに聞いてしまったりする。また、別の場面に登場する、何をするにつけても急ぎ、どこに行くかもよく理解しないまま特急列車であちこちに移動したり、時間を節約することにあくせくして、節約した時間で何をするかを考えていなかったりという大人たちの姿も、作者による痛烈な批判である。
キツネとの対話は、この作品の重要な場面である。あるものを他と違っていとしく思うことができるのはなぜなのか。自分の愛情の対象であった小惑星やバラへの自信を失って悩む王子に対して、キツネは「仲良くなる」とはどういうことかを通じて、友情、ひいては愛情（人間愛ではなく恋愛的な意味での愛情）についてを語ることになる。「大切なものは、目に見えない」という作品上の重要な台詞が登場するのもこの場面である。この台詞に基づく考えは後にも登場し、「砂漠が美しく見えるのは、そのどこかに井戸を隠しているから」、さらには「夜空が美しく見えるのは、そのどこかに王子が今もバラと暮らしているから」という考え方に繋がるのである。
『星の王子さま』の最後のシーンでは、「ぼく」の最期ははっきりとは描かれていない。
異説
「星の王子さまはとてもファンタジーな本」とする説とは異なる説も提示されている。日本でその嚆矢となったのは、塚崎幹夫の『星の王子さまの世界〜読み方くらべへの招待』（中公新書、1982年刊、ISBN 978-4121006387）である。
この説によると本書は、「ヨーロッパで戦争に巻き込まれて辛い思いをしている人々への勇気づけの書」であるとされている。この観点から読み解けば、エピソードの多くは具体的な背景を持つ。以下に3つ例示する。
- 3本のバオバブの木を放置しておいたために破滅した星
  - ドイツ・イタリア・日本の枢軸側の3国に適切な対応をしなかったため、第二次世界大戦を引き起こした国際社会。
- 自分の体面を保つために汲々としている王
  - このエピソードは、王が王子を大使に任命して終わっている。サン＝テグジュペリ自身も、フランス国外に脱出したあと、フランス・ヴィシー政府（ドイツによるフランス攻撃でフランスが劣勢になった後に作られた「枢軸国寄り」と評されることも多い、妥協的な政府）から文化大使に任命されている。
- 501622731
  - 5億162万2731という妙に直截な数字は、第二次世界大戦を引き起こした国民の合計になる[要出典]。そのまえの数字の足し算は、第二次大戦に加担した人間が増えるさまを克明に記録している[注釈 1][注釈 2]。

## 著作権と翻訳権

### EU加盟国
フランスを初めEU加盟国の著作権保護期間は個人の死後70年であり、死亡宣告で1944年没と認定されたサン＝テグジュペリの保護期間満了は通例では2014年であるが、サン＝テグジュペリはフランス著作権法第123条の10における「愛国殉職者」の認定（戦時加算）を受けているため、フランス国内では2044年まで著作権が存続する予定である。

### メキシコ
著作権の保護期間を世界最長の「死後100年」と定めているメキシコでもフランスと同様に2044年までである。

### アメリカ
アメリカ合衆国では1978年のベルヌ条約加盟以前に旧法下で保護期間を満了しなかった著作物に対する特例に基づき、「死後95年または公表後120年のどちらか短い方」の前者が適用され2039年まで著作権が存続する予定。

### カナダ
カナダでは1994年末に保護期間を満了し、パブリックドメインとなっている。

### ニュージーランド
ニュージーランドでも1994年末に保護期間を満了し、パブリックドメインとなっている。

### 日本
日本では岩波書店が独占的な翻訳権を有していたが、原著の日本における著作権の保護期間は、サン＝テグジュペリのフランスにおける消息不明期間の満了日である1945年9月20日を起算日として、没後50年による正規の保護期間が1995年12月31日に満了し、さらにサンフランシスコ平和条約に基づく戦時加算分の日数として英語版初版本の発行日である1943年4月7日から平和条約発行日の前日の1952年4月28日までの期間が加算され、2005年1月22日に満了した。これにより同年以降新訳が、論創社・宝島社・中央公論新社などで出版された。
ただし、日本語の書名である『星の王子さま』は、岩波版の翻訳者であるフランス文学者の内藤濯によるもの（直訳では『小さい王子』あるいは『小さい大公』）であるため、新訳本の出版の際には新訳にふさわしい別の書名をつけるか、本の扉裏やあとがきに内藤濯の考案であることを明示してほしいと、岩波書店などは要望している。

## 日本語版

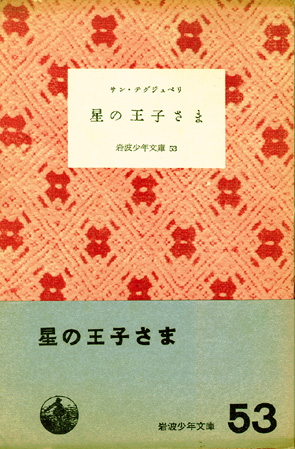
日本語初版表紙・帯（岩波書店）

既に述べたが、日本では岩波書店が長らく作品の翻訳権を保持し、内藤訳が長年重版されたが、2005年1月に翻訳出版権の消失にともない、多くの新訳が出版された。
2007年に加藤晴久は、『憂い顔の「星の王子さま」続出誤訳のケーススタディと翻訳者のメチエ』（書肆心水）を刊行。内藤訳と新訳14冊を検証し、強く批判した。また2006年に自ら注釈本『自分で訳す星の王子さま』（三修社）を刊行した。
- 岩波書店『星の王子さま』（ISBN 4001156768（=オリジナル版） 他）
  - 訳者：内藤濯（1953年3月）。岩波少年文庫（新版2000年）。岩波文庫（2017年7月）
  - 岩波書店『CD-ROM 星の王子さま』（ISBN 4001300699）
    - 声の出演：牧瀬里穂（王子さま）、野沢那智（飛行士）、川原亜矢子（バラの花）
    - フランス語監修 山崎庸一郎 （発行：1999年6月）
- 論創社『星の王子さま』（ISBN 4846004430）
  - 訳者：三野博司[注釈 3]（2005年6月）
- 中央公論新社『新訳 星の王子さま』（ISBN 412003643X）
  - 訳者：小島俊明（2005年6月）
- 宝島社『新訳 星の王子さま』（ISBN 4796646957）
  - 訳者：倉橋由美子（2005年6月） / 文春文庫（2019年5月）
- みすず書房『小さな王子さま』（ISBN 4622071584）
  - 訳者：山崎庸一郎（2005年8月）
- 集英社『星の王子さま』（ISBN 408773434X）
  - 訳者：池澤夏樹（2005年8月）絵本2006年10月
- グラフ社『プチ・プランス』（ISBN 4766209192）
  - 訳者：川上勉・甘利美登利（2005年10月）
- 八坂書房『小さな王子』（ISBN 4896948629）
  - 訳者：藤田尊潮（2005年10月）
- 筑摩書房『星の王子さま』（ISBN 4480421602）
  - 訳者：石井洋二郎（2005年12月）
- 平凡社ライブラリー『星の王子さま』（ISBN 4582765629）
  - 訳者：稲垣直樹（2006年1月）
- 新潮社『星の王子さま』（ISBN 9784102122044）
  - 訳者：河野万里子（2006年3月）
- 春秋社『小さな星の王子さま』（ISBN 9784393455029）
  - 訳者：河原泰則（2006年5月）
- 第三書房『対訳 フランス語で読もう「星の王子さま」』（ISBN 4808606208）
  - 訳者：小島俊明（2006年6月）
- ポプラ社『星の王子さま』（ISBN 4591093409）
  - 訳者：谷川かおる（2006年7月）
- 光文社古典新訳文庫『ちいさな王子』（ISBN 4334751032）
  - 訳者：野崎歓（2006年9月）
- 講談社『星の王子さま』（ISBN 4061487493）
  - 訳者：三田誠広（2006年11月）
- 石原書店『小さい王子』（ISBN 4990193423）
  - 訳者：石原理通（2006年12月）
- 青空文庫他『あのときの王子くん』（電子テクスト[9]、オンデマンド本[10]、日本語IME入力用教科書[10]、豆本[10]）
  - もともとは朗読のために作られた翻訳で、フリーで公開されている[10]。佐々木健からの要望で生まれた[11]。
  - 訳者：大久保ゆう（2006年12月）
- 東京新聞出版局『音楽朗読劇 星の王子さま』CD付書籍（ISBN 9784808308797）
  - 新訳・構成・音楽：近藤浩章、歌・朗読：岡崎裕美（2007年08月）
- 白泉社『星の王子さま』
  - 訳者：奥本大三郎（2007年10月）
- ゴマブックス『星の王子さま』（ISBN 9784777124657）
  - 訳者：浅岡夢二 / 絵：葉祥明 （2008年11月）
  - ゴマブックス『大活字シリーズ カラー版 星の王子さま』（2017年2月1日、ISBN 978-4814668847）
- 大修館書店『「星の王子さま」事典』巻末所収、改訂訳（ISBN 9784469250770）
  - 訳者：三野博司（2010年6月）
- 角川つばさ文庫『星の王子さま』（ISBN 9784042982197）
  - 訳者：管啓次郎 / 絵：西原理恵子 （2011年6月）
  - 角川文庫（2011年6月）でも刊。こちらは作者自身の挿絵を使用していることが本文の前に前置きで記載されている。
- 文芸社文庫『星の王子さま』
  - 訳者：内藤あいさ（2013年9月）
- Piccolo Principe-サン＝テグジュペリ自身によるオリジナルイラストで物語の完全版 
  - Mask Press Oxford. Createspace Publishing, 2014（ISBN 978-1494847739）。
- 飛鳥新社『星の王子さまの美しい物語』、アルバン・スリジエ / デルフィーヌ・ラクロワ編
  - 訳者：田久保麻理、加藤かおり（2015年5月）、刊行70周年記念版
- 井戸、星の王子さまの星、麦畑などのスクリーンセーバーと壁紙を収めたCD-ROMも発売されていた。「Windows 95」/「MacOS8以上でAfterDark 2.0x以上」対応。
- 絵本『星の王子さま』
  - 原作：サン＝テグジュペリ、監督：マーク・オズボーン、訳：堀 あいえ、出版社：徳間書店（2015年）
- ポプラキミノベル『星の王子さま』（ISBN 9784591170397）
  - 訳者：加藤かおり / 絵：矢部太郎 （2021年6月）
- 玄光社『星の王子さま サン＝テグジュペリが生んだヒーローへ捧ぐ32のイラスト作品』
  - 訳者：青木智美（2022年）。本人オリジナルのイラスト&テキスト、他にトリビュートイラスト
- 学術研究出版『新訳 星の王子さま ― 王子さまがくれたバトン ―』（ISBN 9784911008560）2024年4月6日
  - 訳者：詩月 心（うたづき しん）
- 皓星社『星の王子さま』（ISBN 9784774406268）2016年11月30日 
  - 役者：ドリアン助川

## 英語版
1943年に最初の英語版がキャサリン・ウッズによる翻訳で出版されて以来、多くの英訳版が出版されている。
- Harcourt, Inc『The Little Prince』（ISBN 0-15-652820-7）
  - 訳者：キャサリン・ウッズ（Katherine Woods）（1943年）
- Harcourt, Inc『The Little Prince』（ISBN 0-15-202398-4）
  - 訳者：リチャード・ハワード（Richard Howard）（2000年）
- Penguin Random House 『The Little Prince』（ISBN 9781784874186）
  - 訳者：マイケル・モ−パ−ゴ（Michael Morpurgo）（2018年）

## 翻案作品

### 映画
- 星の王子さま（Маленький принц＜ロシア語＞ Mažasis princas＜リトアニア語＞ ） - 1966年のソビエト連邦とリトアニアで共同製作された映画。日本未公開。
- 星の王子さま (1974年の映画) （The Little Prince） - 1974年のイギリス・アメリカ合作のミュージカル映画。作中登場するボブ・フォッシーのダンスはマイケル・ジャクソンに強い影響を与えた。
- 星の王子さま (1990年の映画) （Le Petit Prince） - 1990年に本国フランスで製作された映画。監督・脚本：ジャン＝ルイ・ギエルム、キャスト：ギ・グラヴィス、ダニエル・ロワイヤン。

### 劇場アニメ
- リトルプリンス 星の王子さまと私（The Little Prince） - 2015年にフランスで制作された劇場アニメ作品。監督は『カンフー・パンダ』のマーク・オズボーン。日本では2015年11月21日公開。

### アニメ

#### 星の王子さま プチ・プランス
1978年7月4日から1979年3月27日まで、日本で『星の王子さま プチ・プランス』のタイトルでアニメーションが放送された。朝日放送 (ABC) 制作で、毎週火曜日の19時30分 - 20時放送。全39話。本放送では第35話までで再放送、DVD、公式配信でも39話が最終回となっている。
王子の設定や結末はおおむね原作に準拠しているが、王子が様々な星の旅を「ぼく」に語る原作と異なり、王子の地球での一年間の旅を描く物語となっている。王子は自分の星から地球に直行しているため、他の小惑星のエピソードは無い。「ぼく」自体は登場せず、王子の地球における最初の友人となる操縦士と、最終回で王子の帰還を見届ける学者がそれぞれ登場する。それに伴い、原作にないアニメオリジナルのエピソードが大半を占める。
提供はキッコーマン1社単独。何度か再放送され、1978年度第3回文化庁こども向けテレビ用優秀映画賞受賞。アメリカにも輸出された（アメリカ版は全26話）。1998年にはBS2の衛星アニメ劇場で火曜18時30分から再放送され、未放送となった4話分も放送されている。

##### キャスト
- 王子: 松野達也（現・松野太紀）[注釈 4]
- バラ: 松尾佳子
- バード: 増岡弘
- オープニング・ナレーション（サン＝テグジュペリ（当時はサン＝テ「ク」ジュペリ）の挨拶文朗読）: 矢島正明

##### ゲストキャラクター
| ゲストキャラクター |
| --- |
| 第2話 「砂漠と友情」 - パイロット：矢島正明 - 花：小山まみ 第3話 「みどりの星・地球」 - ヘビ：上田敏也 - バオバブ：たてかべ和也 第4話「命かがやく朝」 - マリア：菅谷政子 - エリン：宮内幸平 第5話「心のともしび」 - マイケル： 白石冬美 - おじいさん：槐柳二 - イレーネ：千々松幸子 第6話「それでも星はまたたく」 - ハンナ：横沢啓子 - サワブ：寺島幹夫 - オスマン：滝口順平 第7話「海に浮かぶ城」 - アンリ：栗葉子 - バリエ：緒方賢一 - 父：河西喜義 - 母：角谷美佐子 第8話「湖のほとりで」 - ドルル：野村道子 - 犬：岡部政明 - 召使いA：池田勝 - 召使いB：河西喜義 第9話「小さな約束」 - サテン：横沢啓子 - 大将：高橋和枝 - ペーター：黒須薫 - 老人：矢田稔 第10話「湖をわたる笛の音」 - チャルコ：野沢雅子 - 父：滝雅也 - 母：友近恵子 - ピッチ：小沢かおる 第11話「タンポポと少女」 - リリー：麻上洋子 - カレン：鈴木弘子 - ジョゼッペ：松岡洋子 第12話「山から来た英雄」 - ガムトン：西尾徳 - 団長：龍田直樹 - 市長：岡田道郎 第13話「心を結ぶ赤いバラ」 - キツネ：村松やすお（村松康雄） - アドニス：松島みのり - 父：緑川稔 - 母（ヘレナ）：坪井晶子（坪井章子） 第14話「バラの船長さん」 - 船長：内海賢二 - メルロ：沢田和子 - 人夫：森田喜太郎 第15話「虹と少年と盗賊と」 - ピエトロ：太田渉子（太田淑子） - ゼンベ：永井一郎 - ドンゴ：増岡弘 第16話「カモメとぶ海」 - メリー：富永みいな - おじいさん：納谷悟朗 第17話「大自然の友情」 - ジミー：菅谷政子 - 父親：池田勝 第18話「屋根裏のスミレ」 - トム：高木均 - アンナ：池田昌子 第19話「なつかしい遠メガネ」 - クリフ：山本嘉子 - パパ：岡部政明 - ママ：渡辺知子 第20話「手のひらの星」 - ロータ：杉山佳寿子 - ピート：松岡洋子 第21話「爽快！ 木馬レース」 - エクトル：千々松幸子 - チェルカ：つかせのりこ - ママ：麻生美代子 第22話「嵐の中の父と子」 - クロード：丸山裕子 - フランク：田中信夫 - ジャン：岡田道郎 - ロック：森田喜太郎 第23話「シモンじいさんの贈り物」 - シモン：大木民夫 - ミシェル：向殿あさみ - ドロシー：京田尚子 第24話「夢を掘る男」 - ダンバート：小林清志 - 紳士：緑川稔 - アルパカ：松岡文雄 第25話「飛べ気球！ 山脈をこえて」 - マイケル：仲村秀生 - リック：丸山裕子 - 母：角谷美佐子 第26話「ローエン山の小さな花」 - ガスカル：吉沢久嘉 - ランド：青野武 第27話「走れ！ 機関車」 - サム：永井一郎 第28話「愛のララバイ草」 - ポーカー：丸山詠二 - 国王：加藤正之 - ドミノ姫：冨永みーな 第29話「オーロラの輝くとき」 - イリアーク：三ツ矢雄二 - グリンカ：横沢啓子 - 長：加藤精三 第30、31話ドリーム号の冒険―前編―、―後編― - キャプテン：雨森雅司 - ダニエル： - アンヌ：小沢かおる - 伯爵：丸山詠二 - 夫人：川島千代子 第32話「星へ帰りたい」 - アルゴ：丸山裕子 - ボロゾフ：永井一郎 - 村人：千葉繁 第33話「飛べ流星号！」 - ロバート：神山卓三 - ジム：山本嘉子 - エド：中村正 - 牧師：龍田直樹 第34話「湖底に消えた村」 - ウエルトン：池田勝 第35話「友情の橋」 - アリス：江川菜子 - オレンジ村長：龍田直樹 - エリン：向殿あさみ 第36話「森の彫刻師」 - ブラッド： - 少年：井上瑤 第37話「勇者の丘」 - ポール： - ポールの兄/世話係：井上瑤 - ニーデル： - 王様： 第38話「心に歌うヴァイオリン」 - マーシャル：高木均？ - タルタン：西尾徳 - マミエル： 第39話「おやすみなさい王子さま」 - 考古学者： |

冒頭のあいさつ文は字幕テロップとともに以下のとおり放送された。

##### スタッフ
- 企画: 西野清市（ナック）、島谷陽一郎
- プロデューサー: 茂垣弘道（ナック）、橋岡宥
- チーフディレクター: 神田武幸
- 作画監督: 昆進之介
- 美術設定: 吉原一輔
- キャラクターデザイン: 田中英二
- タイトルデザイン: 浅見博
- 動画チェック: 石井康雄・藤田茂
- 彩画: スタジオロビン
- 特殊効果: 田崎正夫
- 色彩設定: 高島奈保子・奥脇雅晴・綱頭翠
- 美術: 八村博也・大山哲史
- 撮影: 煙草俊憲・田中猛・栃倉義正
- 編集: 武田うめ・鶴渕友彰・香園稔・小谷池文雄・菅野善雄・池原星子
- 音楽: 河野土洋・グループTOMO
- 効果: イシダ・サウンド
- 音響監督: 山崎宏
- 連載: 小学館学習雑誌
- 音楽制作: キャニオンレコード
- タイトル: タイトル87
- 制作進行: 大賀俊二・戸井田博史・冨田誠一
- 制作デスク: 原田一男
- 録音: セントラル録音（山崎新司）
- 現像: 東洋現像所・東京現像所
- 制作: ナック・明通企画・朝日放送
- 提供スポンサー: キッコーマン

##### 主題歌
オープニングテーマ「星の王子さま プチ・プランス」
作詞 - 阿久悠  / 作曲 - 三木たかし  / 編曲 - 長戸大幸  / 歌 - 鈴木賢三郎
オープニング映像は、再放送用の素材が1種類しか現存していないらしく、作画監督などの表記がすべて昆進之介名義になっている。本放送用のオープニング映像は、最後の部分が提供用として少し尺が長くなっている。これはDVDの映像特典や2021年3月31日にベストフィールドからリリースされたBlu-ray版で確認できる。
エンディングテーマ「星のサンバ」
作詞 - 阿久悠 / 作曲 - 三木たかし / 編曲 - 長戸大幸 / 歌 - トゥインクル・シスターズ
再放送では、エンディング映像が現存していなかったために全話、第9話の映像を使用していた。近年DVD化に伴い発掘作業を行った結果、一部を除くほとんどのエンディング映像が見つかった。
レコードは本放送時にキャニオンレコード（現在のポニーキャニオン）からリリースされたものの、アニメソング関係のCDアルバムに収録されていなかったために入手が困難であったが、2018年12月19日に日本コロムビアからリリースされた「誰もが勇気を忘れちゃいけない〜大事なことはすべて阿久悠が教えてくれた〜」で両曲とも収録されたことにより、約40年ぶりに日の目を見ることとなった。

##### 放送リスト
| 話数         | 放送日        | サブタイトル            | 脚本       | 演出     | 絵コンテ   | 備考                                             |
| ------------ | ------------- | ----------------------- | ---------- | -------- | ---------- | ------------------------------------------------ |
| 1            | 1978年 7月4日 | ふるさとの小さな星      | 多地映一   | 安彦良和 | （不明）   | タイトルのバックは宇宙に浮かぶB612番星           |
| 2            | 7月11日       | 砂漠の友情              | 吉田進     | 安彦良和 | （不明）   |                                                  |
| 3            | 7月18日       | みどりの星・地球        | 伊東恒久   | 関田修   | （不明）   | タイトルのバックは最初に王子が降り立った夜の砂漠 |
| 4            | 7月25日       | 命かがやく朝            | 伊東恒久   | 三浦将則 | （不明）   |                                                  |
| 5            | 8月1日        | 心のともしび            | 多地映一   | 三浦将則 | （不明）   |                                                  |
| 6            | 8月8日        | それでも星はまたたく    | 金子武郎   | 三浦将則 | （不明）   |                                                  |
| 7            | 8月15日       | 海に浮かぶ城            | 伊東恒久   | 鹿島典夫 | （不明）   |                                                  |
| 8            | 8月22日       | 湖のほとりで            | 吉田喜昭   | 鹿島典夫 | （不明）   |                                                  |
| 9            | 8月29日       | 小さな約束              | 足立明     | 鹿島典夫 | （不明）   |                                                  |
| 10           | 9月5日        | 湖をわたる笛の音        | 桜井正明   | 関田修   | （不明）   |                                                  |
| 11           | 9月12日       | タンポポと少女          | 山崎晴哉   | 鹿島典夫 | （不明）   |                                                  |
| 12           | 9月26日       | 山から来た英雄          | 伊東恒久   | 三浦将則 | （不明）   |                                                  |
| 13           | 10月3日       | 心を結ぶ赤いバラ        | 伊東恒久   | 神田武幸 | （不明）   |                                                  |
| 14           | 10月10日      | バラの船長さん          | 吉田喜昭   | 寺田和男 | （不明）   | タイトルのバックが宇宙に浮かぶB612番星に戻る     |
| 15           | 10月17日      | 虹と少年と盗賊と        | 山崎晴哉   | 関田修   | （不明）   |                                                  |
| 16           | 10月24日      | カモメとぶ海            | 安藤豊弘   | 寺田和男 | （不明）   |                                                  |
| 17           | 10月31日      | 大自然の友情            | 吉田喜昭   | 関田修   | （不明）   |                                                  |
| 18           | 11月7日       | 屋根裏のスミレ          | 吉田喜昭   | 三浦将則 | 安彦良和   |                                                  |
| 19           | 11月14日      | なつかしい遠メガネ      | 吉田喜昭   | 鹿島典夫 | 岡本良雄   |                                                  |
| 20           | 11月21日      | 手のひらの星            | 吉田喜昭   | 関田修   | 神田武幸   |                                                  |
| 21           | 11月28日      | 爽快！ 木馬レース       | 山崎晴哉   | 寺田和男 | 寺田和男   |                                                  |
| 22           | 12月5日       | 嵐の中の父と子          | 安藤豊弘   | 関田修   | 中村一     |                                                  |
| 23           | 12月19日      | シモンじいさんの贈り物  | 吉田進     | 神田武幸 | 中村一     |                                                  |
| 24           | 1979年 1月9日 | 夢を掘る男              | 杉江慧子   | 三浦将則 | 岡本良雄   |                                                  |
| 25           | 1月16日       | 飛べ気球！ 山脈をこえて | 桜井正明   | 鹿島典夫 | 中村一     |                                                  |
| 26           | 1月23日       | ローエン山の小さな花    | 吉田喜昭   | 関田修   | 勝井千賀雄 |                                                  |
| 27           | 1月30日       | 走れ！ 機関車           | 桜井正明   | 寺田和男 | 寺田和男   |                                                  |
| 28           | 2月6日        | 愛のララバイ草          | 杉江慧子   | 三浦将則 | 中村一     |                                                  |
| 29           | 2月13日       | オーロラの輝くとき      | 山崎晴哉   | 寺田和男 | 寺田和男   |                                                  |
| 30           | 2月20日       | ドリーム号の冒険 ―前編― | （不明）   | （不明） | （不明）   | [ 注釈 11 ]                                      |
| 31           | 2月27日       | ドリーム号の冒険 ―後編― | 伊東恒久   | 関田修   | 福原悠一   |                                                  |
| 32           | 3月6日        | 星へ帰りたい            | 伊東恒久   | 鹿島典夫 | 神田武幸   |                                                  |
| 33           | 3月13日       | 飛べ流星号！            | 善名らい太 | 寺田和男 | 寺田和男   |                                                  |
| 34           | 3月20日       | 湖底に消えた村          | 筒井ともみ | 田中一   | 福原悠一   |                                                  |
| 35           | 3月27日       | 友情の橋                | 伊東恒久   | 関田修   |            |                                                  |
| 36           | 未放送        | 森の彫刻師              | 吉田喜昭   | 神田武幸 | （不明）   | [ 注釈 12 ]                                      |
| 37           | 未放送        | 勇者の丘                | 吉田喜昭   | 関田修   | （不明）   | [ 注釈 12 ]                                      |
| 38           | 未放送        | 心にうたうヴァイオリン  | 筒井ともみ | 関田修   | （不明）   | [ 注釈 12 ]                                      |
| 39（最終話） | 未放送        | おやすみなさい王子さま  | 寺田和男   | 寺田和男 | （不明）   | [ 注釈 12 ]                                      |

##### 放送局
系列は本放送当時のもの。放送日時は個別に出典が掲示されているものを除き、1978年11月中旬 - 12月上旬時点のものとする。
| 放送対象地域  | 放送局           | 放送日時                | 系列                                         | 備考                                                       |
| ------------- | ---------------- | ----------------------- | -------------------------------------------- | ---------------------------------------------------------- |
| 近畿広域圏    | 朝日放送         | 火曜 19:30 - 20:00      | テレビ朝日系列                               | 制作局 現・朝日放送テレビ                                  |
| 北海道        | 北海道テレビ     | 火曜 19:30 - 20:00      | テレビ朝日系列                               |                                                            |
| 宮城県        | 東日本放送       | 火曜 19:30 - 20:00      | テレビ朝日系列                               |                                                            |
| 関東広域圏    | テレビ朝日       | 火曜 19:30 - 20:00      | テレビ朝日系列                               |                                                            |
| 中京広域圏    | 名古屋テレビ     | 火曜 19:30 - 20:00      | テレビ朝日系列                               |                                                            |
| 広島県        | 広島ホームテレビ | 火曜 19:30 - 20:00      | テレビ朝日系列                               |                                                            |
| 香川県        | 瀬戸内海放送     | 火曜 19:30 - 20:00      | テレビ朝日系列                               | 本放送当時、岡山県への相互乗り入れは実施されていなかった。 |
| 福岡県        | 九州朝日放送     | 火曜 19:30 - 20:00      | テレビ朝日系列                               |                                                            |
| 岩手県        | テレビ岩手       | 日曜 7:45 - 8:15        | 日本テレビ系列 テレビ朝日系列                |                                                            |
| 秋田県        | 秋田テレビ       | 月曜 - 金曜 8:30 - 9:00 | フジテレビ系列                               | 1979年7月18日まで放送                                      |
| 山形県        | 山形テレビ       | 日曜 8:30 - 9:00        | フジテレビ系列 テレビ朝日系列                |                                                            |
| 福島県        | 福島中央テレビ   | 月曜 17:00 - 17:30      | 日本テレビ系列 テレビ朝日系列                |                                                            |
| 新潟県        | 新潟総合テレビ   | 土曜 7:15 - 7:45        | フジテレビ系列 日本テレビ系列 テレビ朝日系列 | 現・NST新潟総合テレビ                                      |
| 石川県        | 石川テレビ       | 水曜 16:00 - 16:30      | フジテレビ系列                               |                                                            |
| 福井県        | 福井テレビ       | 金曜 17:25 - 17:55      | フジテレビ系列                               | [ 16 ]                                                     |
| 山梨県        | テレビ山梨       | 土曜 7:00 - 7:30        | フジテレビ系列                               | 1979年7月21日まで放送                                      |
| 静岡県        | テレビ静岡       | 土曜 8:00 - 8:30        | [ 注釈 13 ]                                  |                                                            |
| 鳥取県 島根県 | 山陰放送         | 水曜 17:30 - 18:00      | TBS系列                                      |                                                            |
| 愛媛県        | 南海放送         | 火曜 17:25 - 17:55      | 日本テレビ系列                               |                                                            |
| 高知県        | テレビ高知       | 日曜 7:00 - 7:30        | TBS系列                                      | 本放送終了後の1980年に放送                                 |
| 長崎県        | 長崎放送         | 木曜 16:50 - 17:20      | TBS系列                                      |                                                            |
| 熊本県        | テレビ熊本       | 水曜 17:25 - 17:55      | フジテレビ系列 日本テレビ系列 テレビ朝日系列 | 日本テレビ系列にはNNNのみ加盟                              |
| 大分県        | テレビ大分       | 金曜 16:55 - 17:25      | フジテレビ系列 日本テレビ系列 テレビ朝日系列 |                                                            |
| 鹿児島県      | 鹿児島テレビ     | 水曜 17:20 - 17:50      | フジテレビ系列 日本テレビ系列 テレビ朝日系列 |                                                            |

| テレビ朝日系（ABC制作） 火曜19時台後半（1978年7月 - 1979年3月） | テレビ朝日系（ABC制作） 火曜19時台後半（1978年7月 - 1979年3月） | テレビ朝日系（ABC制作） 火曜19時台後半（1978年7月 - 1979年3月） |
| 前番組                                                          | 番組名                                                          | 次番組                                                          |
| --------------------------------------------------------------- | --------------------------------------------------------------- | --------------------------------------------------------------- |
| 女王陛下のプティアンジェ                                        | 星の王子さま プチ・プランス 【ここまでABC制作アニメ枠】         | 歌謡ワイド速報!! ※19:30 - 20:54                                 |

#### 斉藤由貴の星の王子様
原題：Der Kleine Prinz（1990）WOWOW（ドイツのアニメーション）
【日本語版】
- 星の王子様（斉藤由貴）
- 操縦士・語り手（津嘉山正種）
- 花（高島雅羅）
- 王様（宮内幸平）
- うぬぼれ（江原正士）
- 実業家（上田敏也）
- 点灯夫（山野史人）
- 地理学者（川久保潔）
- ヘビ（松橋登）
- 薔薇たち（水谷優子、吉田美保、渡辺美佐）
- キツネ（三ツ矢雄二）
- 転轍夫（池田勝）

#### Le Petit Prince 星の王子様（プラネタリウム番組用）
五藤光学研究所により2006年に製作されたプラネタリウム番組。25分。バーチャリウム用全天周版とスライド版の2バージョンが存在する。
【主要キャスト】
- パイロット（平田広明）
- 王子さま（池田恭祐）
- バラ（山崎和佳奈）
- キツネ（阪口大助）
- ヘビ（神奈延年）
- 王様/点灯夫（佐藤正治）
- 実業家/呑み助（塩屋浩三）
- 自惚れ屋（渡辺武彦）
- 地理学者（平野正人）

#### 星の王子さま（2010年版）
2010年にメソッド・アニメーションにより製作された全52話の3DCGアニメ。同年12月にフランス3で初めて放送。主題歌はヤニック・ノア、音楽はフレデリック・タルゴーン、ケルンWDR交響楽団の演奏であった。

### 舞台

#### 1985年の舞台
1985年2月14日 - 3月5日 民音、ユニゾン・カムパニー、コマ・スタジアムによる『ミュージカル 星の王子さま』をシアター・アプルで上演。脚本・作詞・演出　佐藤信。主演、吉田日出子・加藤健一。1987年1月21日 - 2月11日再演。

#### 音楽座ミュージカルの舞台
1993年、音楽座が『リトルプリンス』を初演。上演直前に、『星の王子さま』原作の権利を管理するガリマール出版社からクレームを受けるが、3か月限定、再演は不可という形で許可を得た。上演後、音楽座を運営する株式会社ヒューマンデザインがガリマール出版社と交渉し、内容を一部原作に忠実に改め、タイトルを『星の王子さま』として、ミュージカル化権を世界で初めて正式に獲得した。1998年には音楽座プロデュース公演として『星の王子さま'98』とのタイトルで再演。以降、さまざまな演出スタイルによって再演を重ねてきた。2022年、東宝製作でライセンス上演（井上芳雄が主演）。2025年に音楽座ミュージカルが再演予定。
TBSの舞台
トリビュート公演
2000年、TBSとホリプロが、株式会社ヒューマンデザインより上演権を借り、音楽座ミュージカル版のトリビュート公演を上演。茂森あゆみが主演。
TBS制作による舞台
2003年と2005年に宮﨑あおいが主演（制作・TBS）。

#### 宝塚歌劇団の舞台
2012年7月27日から宝塚歌劇団花組が『サン＝テグジュペリ―「星の王子さま」になった操縦士』（宝塚大劇場：7月27日 - 8月27日・東京宝塚劇場：9月14日 - 10月14日）として蘭寿とむ、蘭乃はなが主演。

### 朗読・音楽
- Le Petit Prince （1954年ACCディスク大賞受賞レコード）
- 朗読CD「音楽物語 星の王子さま」発売元：EMIミュージック・ジャパン（1991年2月20日発売 1998年11月6日再発）
  - 【朗読】森本レオ（私=パイロット、ほか）、中嶋朋子（王子）、岸田今日子（ばらの花）
  - 【音楽担当】服部隆之、作詞：大貫妙子、作曲：矢野顕子
  - 同曲は 薬師丸ひろ子のアルバム『PRIMAVERA』内にも収録（「星の王子さま（MATTINA・VERSION）」発売元：EMIミュージック・ジャパン（1991年3月13日発売）
- 朗読CD「星の王子さま」発売元：Beepa（2007年4月25日発売）
  - 【朗読】保志総一朗、諏訪部順一
- 朗読CD「星の王子さま/reading and music」発売元:スザクミュージック、販売元：バウンディ（2007年8月22日発売）
  - 2007年7月にTBSラジオスペシャルとして放送された「星の王子さま」のCD化。
  - 【朗読】小林麻耶、小笠原亘、小島慶子、斎藤哲也、安東弘樹、浦口直樹、駒田健吾、向井政生、岡田泰典、赤荻歩、豊田綾乃、小林豊（訳：三田誠広（講談社 青い鳥文庫「星の王子さま」））
- 朗読配信「あのときの王子くん」配信：おむす☆びー（2009年9月配信）
  - 【朗読】恒松あゆみ（訳：大久保ゆう）
- 朗読配信「あのときの王子くん」配信:絵本読み聞かせアプリ「みいみ」（2023年6月配信）
  - 【朗読】黒木ほの香（訳：大久保ゆう）
- 朗読CD「「星の王子さま」サウンドストーリー」発売元:Dreamusic（2006年7月31日発売）
  - 【朗読】川江美奈子（訳：池沢夏樹）
- 吹奏楽曲「星の王子さま」（2006年発表）
  - 【作曲】樽屋雅徳
- オーディオブック「星の王子さま」配信：オトバンク（2015年5月29日配信）
  - 【朗読】佐久間レイ（訳：内藤濯（岩波書店）「星の王子さま」）【音楽監修、作曲、演奏】佐田詠夢（ELLE）
- J-Pop「星の王子さま」（『QUARTETTO』に収録、2016年）
  - 【vocal】 加藤シゲアキ
  - 【作詞・作曲】 加藤シゲアキ
  - 【編曲】 中西亮輔
- CD付書籍『音楽朗読劇 星の王子さま』 [東京新聞出版局]（2007年8月発売）
  - 【新訳・構成・音楽】近藤浩章【歌・朗読】岡崎裕美

### ドラマCD
発売・販売元: キャラモモ（2009年9月24日発売）
【キャスト】
- 僕（杉田智和）
- 王子さま（梶裕貴）
- バラ（野中藍）
- ヘビ/うぬぼれ屋（野島裕史）
- キツネ/酔っぱらい（中井和哉）
- 王様/ビジネスマン（花田光）

## 派生作品

### 舞台

#### 星の王女さま
『星の王女さま』（ほしのおうじょさま）は「星の王子様」をモチーフにした作品。2018年4月に上演。出演は伊藤理々杏ほか乃木坂46の3期生8名。
上演日程
- 2018年4月6日 - 15日、東京・天王洲 銀河劇場[22]
- 2018年4月26日 - 28日、愛知・春日井市民会館[22]

配役
- 王女さま：伊藤理々杏[23][24]
- バラ：岩本蓮加[23][24]
- リンドバーグ：梅澤美波[23][24]
- さなえ：阪口珠美[23][24]
- 紀伊国坂：佐藤楓[23]
- ナオミ：中村麗乃[23][24]
- どれみ：向井葉月[23][24]
- マヤ：吉田綾乃クリスティー[23][24]

（以上、乃木坂46）
- プッペ：甚古萌
- 管理人 / コ毒 / メグ：田代明（劇団4ドル50セント）[23]
- ヘビ / ユウ：本西彩希帆（劇団4ドル50セント）[23]
- ピッピ：清水彩[23]
- 羊：内山愛[23]
- キ毒 / ゴミカ：黒崎純[23]
- ゴミエ / ミ毒 / アイ：月見心[23]
- ポッポ：森崎りな（YOANI1年C組）[23]

スタッフ
- 演出：畑雅文[22]
- 主催：ネルケプランニング、Y&N Brothers[23]

### 漫画

#### 星の王子さま
『星の王子さま』は漫☆画太郎による漫画化作品。『少年ジャンプ+』（集英社）で2017年9月25日より連載。

### ゲーム

#### 星の王子さま：その先の物語
- 日本語版：2015年8月発売。
- フランスのゲームデザイナー、ブルーノ・カタラとアントワーヌ・ボザにより制作された「星の王子さま」カードゲームの第2弾。
- カードイラストは、映画『リトルプリンス 星の王子さまと私』と同じアートワークとなっている。

## 商業使用
サン＝テグジュペリの死後、権利継承者である遺族は、星の王子さまが純粋な童話であることを理由に作品の商業ライセンスを長年許可しなかった。しかし、世界的な要望と、違法な無断使用の出現を無視できなくなったことから、1986年、「作品の本来のイメージを損なわない」ことを条件にして、商業ライセンス使用を世界的に解禁することとなった。
日本では、1987年に「株式会社セラム」が日本国内のライセンスの総代理店になり、星の王子さまビジネスを展開してきた。2005年、原作のパブリックドメイン化に伴い、ライセンス管理を新設グループ会社「株式会社Le Petit Prince」（2006年設立）に移管し、株式会社セラムは商品開発とイベント運営を行う体制とした。
2014年3月1日より、日本国内での商品化ライセンス管理が「ワーナー・ブラザース コンシューマープロダクツ」（ワーナー ブラザース ジャパン）に移管された。2015年のワーナー・ブラザース映画『リトルプリンス 星の王子さまと私』の公開に伴うものである。
2021年1月1日より、日本国内での商品化ライセンス管理が再度「株式会社Le Petit Prince」となった。
2022年12月31日付けで株式会社Le Petit Princeでのライセンス管理が終了し、2023年1月1日より、香港のコンテンツ企業「メディアリンク（羚邦集団）」の子会社「Whateversmiles Corporation」の日本法人「Whateversmiles株式会社」が日本国内での商品化ライセンス管理を行う。メディアリンク社は2005年より中国・アジア圏内での商品化ライセンス管理を行っている。

## その他
- フランス語教材などにもなっている[32]。
- 映画『戦場のメリークリスマス』の登場人物「ジャック・セリアズ」（デヴィッド・ボウイ）の人物造形は「星の王子さま」がモチーフとなっている[要出典]。
- ゲーム『Sky 星を紡ぐ子どもたち』にて、コラボイベント「星の王子さまの季節」が開催された。期間は2021年7月6日から11週間。ゲームの舞台となる世界に王子が現れ、プレイヤーは原作の「ぼく」のように王子と心を通わせていく。王や実業家などの登場人物、クエストの展開は原作をなぞりつつゲーム内の世界観に合わせて翻案されている[33]。
- 『劇場アニメ 君の膵臓をたべたい』にて、主人公がヒロインの遺書を読むシーンでは、ヒロインの衣装を星の王子さまのイメージで描き、星の王子さまが進んだ道をヒロインに辿らせるように描いている[34]。

## 小惑星
- 1998年、小惑星 (45) ウージェニアに衛星が発見され、2003年にプティ・プランス ((45) Eugenia I Petit-Prince) と名付けられた。これは、この話の「王子」の名前のヒントとなったウジェニー（ナポレオン3世皇后）の息子ナポレオン・ウジェーヌ・ルイ・ボナパルト（ナポレオン4世）にちなんだものである。また、作品中で「王子」のふるさととされる「B612」にちなんで2003年に名づけられた小惑星 B612（ベシドゥーズ、(46610) Bésixdouze）もある。
- また、作者にちなんだ (2578) サン＝テグジュペリという小惑星もある。
- 日本の宇宙探査機「はやぶさ」が、「星の王子さまに会いに行きませんか」キャンペーンを実施して、国内外から88万人の署名が集まり、そのターゲットマーカを小惑星イトカワに投下した[35]。